# Orocrambus melampetrus
Orocrambus melampetrus là một loài bướm đêm trong họ Crambidae.